# Hadena nisus
Hadena nisus är en fjärilsart som beskrevs av Ernst Friedrich Germar 1812. Hadena nisus ingår i släktet Hadena och familjen nattflyn. Inga underarter finns listade i Catalogue of Life.